# Germano Bollini
Germano Bollini (ur. 6 listopada 1951 w San Marino) – sanmaryński strzelec, olimpijczyk.
Uczestnik Letnich Igrzysk Olimpijskich 1984. Startował wyłącznie w pistolecie dowolnym z 50 m, w którym zajął 51. miejsce wśród 56 zawodników.

## Wyniki

### Igrzyska olimpijskie
| Igrzyska         | Konkurencja            | Wynik                        | Miejsce | Źródło |
| ---------------- | ---------------------- | ---------------------------- | ------- | ------ |
| Los Angeles 1984 | Pistolet dowolny, 50 m | 500 pkt. (84–84–83–78–84–87) | 51      | [ 1 ]  |